# 云和银矿遗址
云和银矿遗址位于浙江省丽水市云和县黄源乡、沙铺乡境内。银矿开采历史长、规模大，保存有分布广泛的相关遗址、史迹，构成了全面反映采矿、运输、冶炼、管理、矿工生活等诸多方面完整、系统的明代银矿文物史迹网，对研究、认识明代银矿开采史、科技史具有重要价值。2013年5月列入第七批全国重点文物保护单位。

## 分布
- 黄家畲银坑洞遗址
- 银官局遗址
- 大棚基冶炼遗址
- 回龙山摩崖题记
- 杨广三墓